# Malala Yousafzai
Malala Yousafzai (en urdu: ملالہ یوسفزئی‎) (Mingora, 12 de julio de 1997) es una activista paquistaní por la educación femenina y productora de cine y televisión. Es la persona más joven en recibir el Premio Nobel de la Paz en la historia, galardón que obtuvo en 2014 a los 17 años. También es la segunda paquistaní y la única pastún en recibir un Premio Nobel. Yousafzai es defensora de los derechos humanos, especialmente del derecho a la educación para mujeres y niños en su distrito natal de Swat, donde los talibanes paquistaníes habían prohibido en ocasiones que las niñas asistieran a la escuela. Su activismo se ha convertido en un movimiento internacional, y según el ex primer ministro Shahid Khaqan Abbasi, se ha convertido en "la ciudadana más destacada de Pakistán".
.

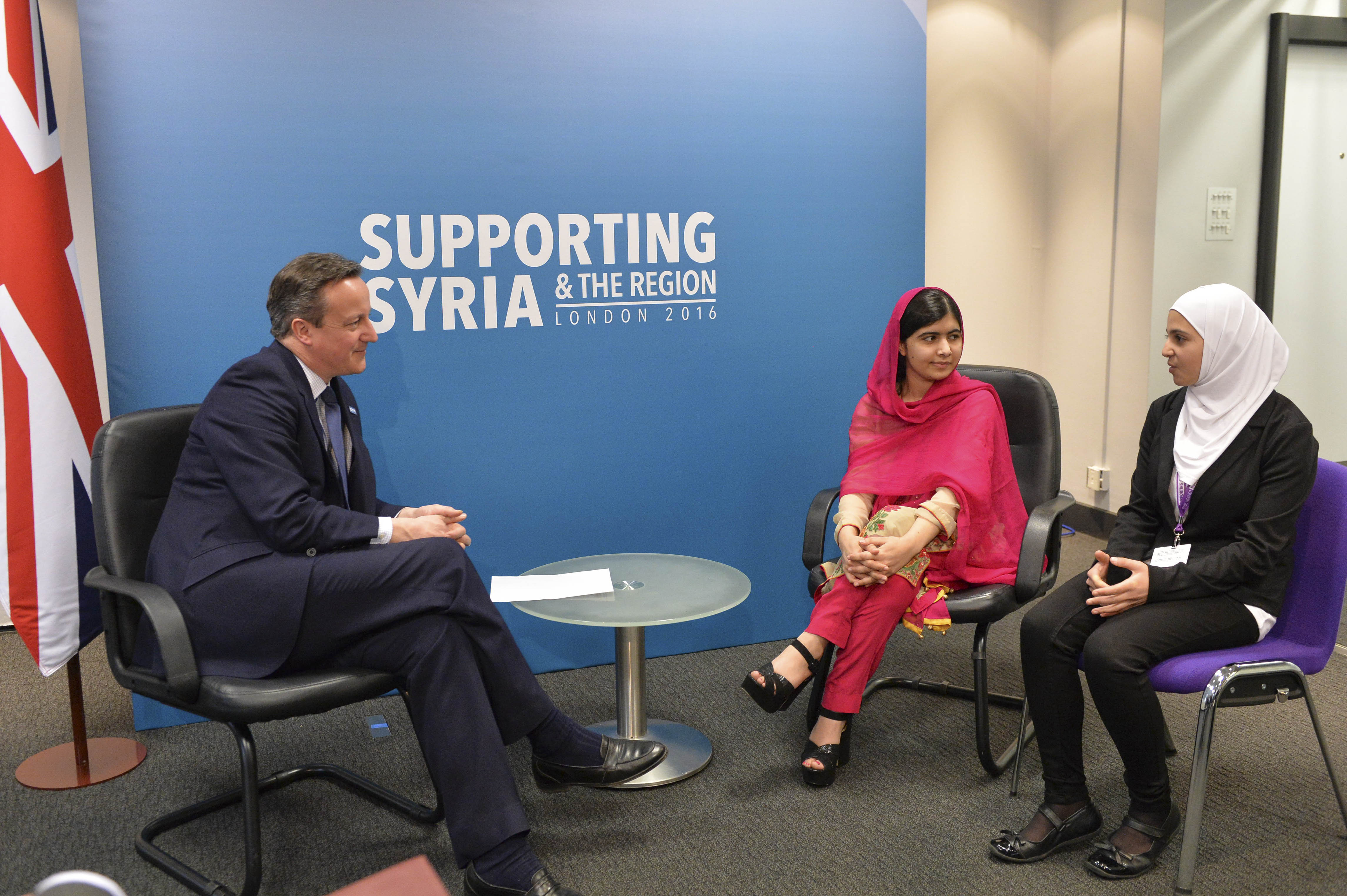
El primer ministro del Reino Unido David Cameron con Malala Yousafzai en la Conferencia por Siria, febrero de 2016

Hija del activista educativo Ziauddin Yousafzai, nació en una familia pastún de la tribu Yusufzai en Swat y recibió su nombre en honor a la heroína popular afgana Malalai de Maiwand. Considera como modelos a seguir a Abdul Ghaffar Khan, Barack Obama y Benazir Bhutto, y también se inspiró en el pensamiento y trabajo humanitario de su padre. A principios de 2009, cuando tenía 11 años, escribió un blog bajo el seudónimo Gul Makai para la BBC Urdu, relatando su vida bajo la ocupación de los talibanes, sus intentos de tomar el control del valle y sus puntos de vista sobre la promoción de la educación de las niñas en el valle de Swat. Al verano siguiente, el periodista Adam B. Ellick realizó un documental para The New York Times sobre su vida, mientras las Fuerzas Armadas de Pakistán lanzaban la Operación Rah-e-Rast contra los militantes en Swat. En 2011, recibió el primer Premio Nacional de la Paz Juvenil de Pakistán. Hizo prácticas en la Swat Relief Initiative, una fundación creada por Zebunisa Jilani, princesa de la Casa Real de Swat, que apoya escuelas y clínicas. Su notoriedad creció con entrevistas en medios impresos y televisión, y fue nominada al Premio Internacional de la Paz Infantil por el activista Desmond Tutu.
El 9 de octubre de 2012, mientras viajaba en un autobús en el distrito de Swat tras presentar un examen, Yousafzai y otras dos chicas fueron atacadas a tiros por un miembro talibán en un intento de asesinato dirigido contra ella por su activismo. El agresor huyó del lugar. Malala fue impactada en la cabeza por una bala y permaneció inconsciente y en estado crítico en el Instituto de Cardiología de Rawalpindi, pero su condición mejoró lo suficiente como para ser trasladada al Hospital Queen Elizabeth en Birmingham, Reino Unido. El atentado provocó una oleada internacional de apoyo. En enero de 2013, Deutsche Welle informó que posiblemente se había convertido en "la adolescente más famosa del mundo". Semanas después del intento de asesinato, un grupo de 50 clérigos musulmanes prominentes en Pakistán emitió una fatwā (edicto religioso) contra los responsables del ataque. Gobiernos, organizaciones de derechos humanos y grupos feministas condenaron al Tehrik-i-Taliban Pakistan. En respuesta, los talibanes denunciaron aún más a Yousafzai e indicaron que planeaban un posible segundo intento de asesinato, el cual consideraban una obligación religiosa. Esto provocó otra oleada de indignación internacional.
Después de su recuperación, Yousafzai se volvió una activista aún más destacada por el derecho a la educación. Radicada en Birmingham, cofundó la organización sin fines de lucro Malala Fund junto con Shiza Shahid. En 2013, coescribió I Am Malala, un éxito de ventas a nivel internacional. Ese mismo año recibió el Premio Sájarov, y en 2014 fue galardonada con el Premio Nobel de la Paz junto a Kailash Satyarthi, por su lucha contra la supresión de los niños y los jóvenes y por el derecho de todos a la educación. Con 17 años en ese momento, fue la persona más joven en recibir el Nobel. En 2015 fue el tema del documental nominado al Óscar Él me nombró Malala. Las ediciones de 2013, 2014 y 2015 de la revista Time la incluyeron entre las personas más influyentes del mundo. En 2017 recibió la ciudadanía honoraria canadiense y se convirtió en la persona más joven en dirigirse a la Cámara de los Comunes de Canadá.

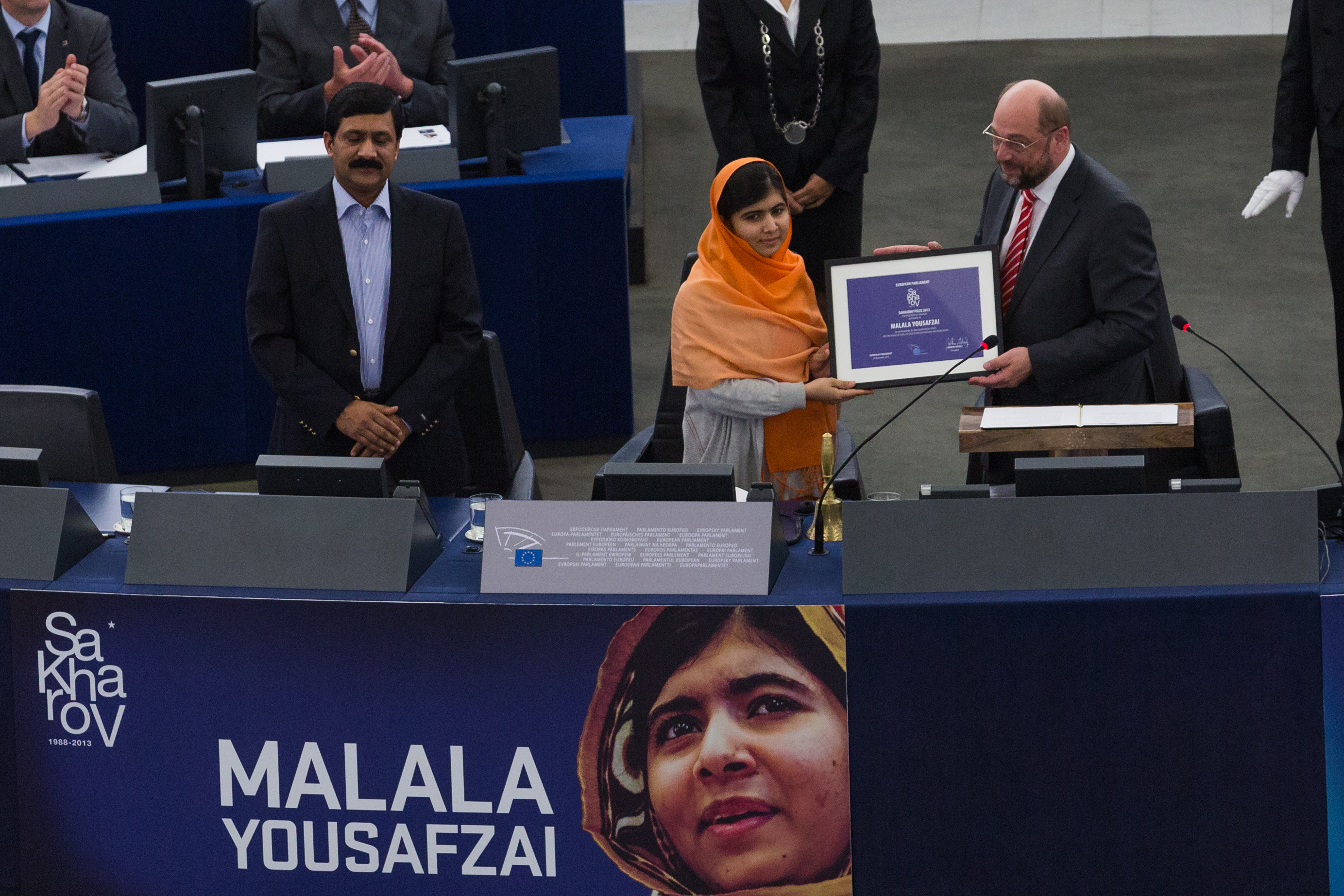
Entrega del Premio Sajarov a Malala Yousafzai. Estrasburgo, 20 de noviembre de 2013.

En mayo de 2014, a Yousafzai se le concedió un doctorado honoris causa de la University of King's College de Halifax, Nueva Escocia. Yousafzai terminó su educación secundaria en Edgbaston High School, en Birmingham, Inglaterra, entre 2013 y 2017. Luego ingresó a Lady Margaret Hall en Oxford, donde estudió durante tres años la licenciatura en Filosofía, Política y Economía (PPE), graduándose en 2020. En 2023 regresó a Oxford y se convirtió en la persona más joven en ser nombrada Miembro Honorario de Linacre College.
En 2022, fue productora ejecutiva del corto documental Stranger at the Gate, nominado a los premios Oscar 2023.

## Biografía

### Infancia
Malala Yousafzai nació el 12 de julio de 1997 en el distrito de Swat, en Khyber Pakhtunkhwa en el noroeste de Pakistán, en una familia musulmana sunita de la etnia pastún. Se le dio su primer nombre por Malalai (que significa «afligida») de Maiwand. Es hija de Toorpekai y Ziauddin Yousafzai, y tiene dos hermanos.
Malala habla pastún, urdu e inglés, y a la edad de trece años, su padre es quien la educó en gran medida, él es poeta y dueño de una red de establecimientos escolares, the Khushal Public School. Malala dijo una vez que le gustaría ser médica, aunque su padre la ha animado a convertirse en una activista política. Ziauddin se refirió a su hija como alguien especial, contó que le permitía que se quedara por la noche a hablar de política después de que sus dos hermanos menores habían sido enviados a la cama.
Yousafzai empezó a hablar acerca de los derechos de educación en septiembre de 2008, cuando su padre la llevó a Peshawar a hablar en un club de prensa local. «¿Cómo se atreven los talibanes a quitar mi derecho básico a la educación?» dijo Yousafzai a la audiencia en un discurso que tendría cobertura de periódicos y canales de televisión en toda la región.

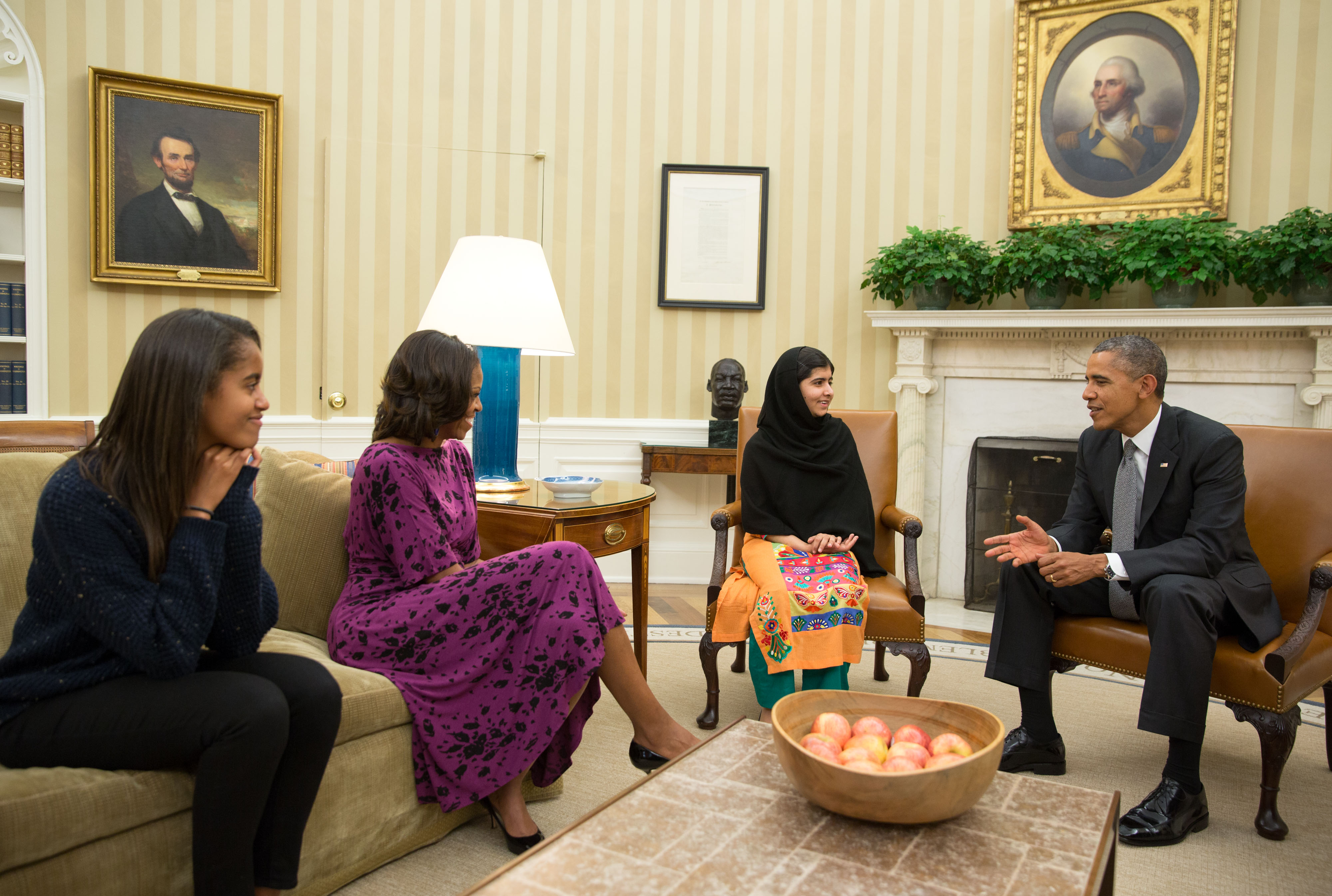
El presidente de Estados Unidos Barack Obama (derecha), la primera dama Michelle Obama (segunda por la izquierda), y su hija Malia (izquierda) se reúnen con Malala Yousafzai en el Salón Oval de la Casa Blanca. 11 de octubre de 2013.

En 2009, Yousafzai comenzó como aprendiz y, después, como educadora en el programa para jóvenes en el Institute for War and Peace Reporting's Open Minds Pakistan, que trabajó en las escuelas de la región para ayudar a los jóvenes a participar en debates constructivos sobre las cuestiones sociales a través de las herramientas como el periodismo, el debate público y el diálogo.

### Bloguera en la BBC
A finales de 2008, Aamer Ahmed Khan de la web de la BBC en Urdu y sus compañeros propusieron una nueva forma de cubrir la creciente influencia de los talibanes en Swat. Ellos tuvieron la idea de crear un blog anónimo y que lo escribiera algún estudiante que debía contar acerca de su vida allí. Su corresponsal en Peshawar, Abdul Hai Kakar, había estado en contacto con un maestro de escuela local, Ziauddin Yousafzai, el padre de Malala, pero no pudieron encontrar ningún estudiante dispuesto. 
En ese momento, los militantes talibanes dirigidos por Maulana Fazlullah estaban tomando el valle de Swat, la prohibición de la televisión, la música, la educación de las niñas, y las mujeres de ir de compras. Cuerpos de policías decapitados estaban siendo colgados en las plazas. En un primer momento, una chica llamada Aisha de la escuela de su padre accedió a escribir un diario, pero los padres de la niña se lo impidieron por temor a represalias. La única alternativa era Yousafzai, cuatro años más joven que la voluntaria original, y en el séptimo grado. Los editores de la BBC estuvieron de acuerdo por unanimidad.
«Habíamos estado cubriendo la violencia y la política en Swat en detalle, pero no sabíamos mucho acerca de cómo la gente común vivía bajo el régimen talibán», dijo Mirza Waheed, exeditor de la BBC Urd. Preocupados por la seguridad de Yousafzai, los editores de la BBC insistieron en que usara un seudónimo. Su blog fue publicado bajo la autoría de «Gul Makai» (aciano en urdu), un nombre tomado de un personaje de un cuento tradicional pastún.
El 3 de enero de 2009, la primera entrada de Yousafzai fue publicada en el blog de la BBC Urdu. Ella escribía a mano las notas y luego las pasaba a un reportero que las escaneaba y enviaba por correo electrónico. En sus notas ella explicaba su vida bajo el régimen del Tehrik e Taliban Pakistan (TTP) y sus intentos de recuperar el control del valle, luego de que la ocupación militar les obligara a salir a las zonas rurales. Los talibanes obligaron al cierre de las escuelas privadas y se prohibió la educación de las niñas entre 2003 y 2009.
En Mingora, los talibanes habían establecido un edicto en el cual se prohibía que las niñas asistieran a las escuelas después del 15 de enero de 2009. El grupo ya había volado más de un centenar de escuelas de niñas. La noche antes de que la prohibición entrara en vigor hubo mucho ruido de disparos de artillería, despertando a Malala varias veces. Al día siguiente, Yousafzai leyó extractos de textos de su blog publicados en un periódico local.

## Atentado
El 9 de octubre de 2012 en su localidad natal, Mingora (en la provincia de Khyber Pakhtunkhwa, Pakistán), fue víctima de un atentado llevado a cabo por el Movimiento de los Talibanes Pakistaníes, grupo terrorista vinculado a los talibanes, el cual, después de abordar el vehículo que servía como autobús escolar, le disparó en repetidas ocasiones con una pistola impactándole en la parte izquierda de la frente y cuello, por lo cual debió ser operada. El portavoz del Movimiento de los Talibanes Pakistaníes, Ehsanullah Ehsan, afirmó que intentarían asesinarla de nuevo.
Dos estudiantes también fueron heridas junto a Malala. Ella fue trasladada en helicóptero a un hospital militar. En los alrededores del colegio, cientos de personas salieron a protestar. Los medios pakistaníes y a nivel mundial le han dado amplia cobertura. El 10 de noviembre de 2012, el ministro del Interior de Pakistán Rehman Malik dijo que el pistolero había sido identificado.
El atentado suscitó la inmediata condena internacional y Malala Yousafzai recibió el apoyo de Asif Ali Zardari Raja Pervaiz Ashraf, Susan Rice, Desmond Tutu, Ban Ki-moon, Barack Obama, Hillary Clinton, Laura Bush, Madonna, Selena Gomez, entre otros.

## Recuperación
El 15 de octubre de 2012 fue trasladada al Hospital Reina Isabel de Birmingham, en Reino Unido, para seguir su recuperación.
Aunque debió continuar con la rehabilitación y fue sometida a una cirugía reconstructiva, fue dada de alta del hospital el 4 de enero de 2013.
Después de implantarle una placa de titanio y un implante auditivo en la cóclea, Malala regresó a las clases en una escuela secundaria en Inglaterra.

«Volver al colegio me hace muy feliz. Mi sueño es que todos los niños en el mundo puedan ir a la escuela porque es su derecho básico».
Malala Yousafzai, 19 de marzo de 2013.

## Libros
- Yo soy Malala (2013). Autobiografía escrita con la periodista británica Christina Lamb.[43][44][45]
- Malala. Mi historia (2015). Escrita con Patrick McCormick.

## Activismo
En mayo de 2014, participó de la campaña para la liberación de las jóvenes nigerianas, secuestradas cuando estudiaban, por el grupo islámico Boko Haram que rechaza la educación de la mujer. Malala es defensora del derecho universal de las niñas a la educación.

## Premios y reconocimientos
Estos son algunos de los premios, nominaciones, obras y reconocimientos destacados con los que fuera homenajeada Malala Yousafzai.
- 2011, Premio Nacional por la Paz, por su defensa de la educación de las niñas, Pakistán.[49]
- 2011, nominación Premio Internacional de los Niños por la Paz, primera niña pakistaní nominada por el grupo pro derechos de los niños KidsRights Foundation.
- 2013, Premio Simone de Beauvoir, Francia.[50]
- 2013, nominación al Premio Nobel de la Paz, persona más joven en ser nominada.[51]
- 2013, Premio UNICEF de España por su defensa del derecho de las niñas a la educación.[52]
- 2013, Premio de la Paz Internacional Tipperary, Gran Bretaña.[53]
- 2013, Premio Embajador de Conciencia por Amnistía Internacional.[54]
- 2013, Premio Internacional Infantil de la Paz, Holanda.[55]
- 2013, Premio Internacional Cataluña, España.[56]
- 27 de septiembre de 2013, Premio Clinton Ciudadano Global por la Fundación Clinton, Estados Unidos.[57]
- 2013, Premio Peter Gomes de la Universidad de Harvard.[58]
- 2013, Premio Sájarov a la Libertad de Conciencia de la Eurocámara.[59]
- 2013, Premio Nacional por la Igualdad y la No Discriminación del Consejo Nacional para Prevenir la Discriminación de México.[60][61]
- 2014, Premio Nobel de la Paz «por su lucha contra la supresión de los niños y jóvenes y por el derecho de todos los niños a la educación.»[62]
- 2021, Ha sido incluida por BBC en selecciona de las 100 Mujeres (BBC) inspiradoras e influyentes de todo el mundo.[63]